# النفات
النفات هي قبيلة موجودة في تونس ينحدر أصلهم من أصول مختلطة بين الأمازيغ والعرب، تشتهر هذه القبيلة بأنهم من المقاومين ضد الاستعمار الفرنسي. ويسمى الفرد بلقب النفاتي.

## أماكن التواجد
تعود أصول هذه القبيلة إلى منطقة الجنوب التونسي ولكن هجر منهم العديد إلى الشمال خاصة إلى مدينة منزل بورقيبة وتونس العاصمة.

## أهم الشخصيات
- علي بن خليفة النفاتي
- الشاذلي النفاتي
- علي النفاتي